# Tân An, An Giang
Tân An là một xã thuộc tỉnh An Giang, Việt Nam.

## Lịch sử
Sau năm 1975, Tân An là một xã thuộc huyện Phú Châu.
Ngày 25 tháng 4 năm 1979, Hội đồng Chính phủ ban hành Quyết định 181-CP. Theo đó:
- Sáp nhập ấp Long Châu của xã Long Phú, một phần ấp Phú An B, ấp Phú Hưng và ấp Phú Hữu của xã Phú Vĩnh vào xã Tân An
- Sáp nhập ấp Tân Thạnh của xã Tân An vào xã Vĩnh Hòa
- Chia xã Tân An thành hai xã Tân An và Long An.

Ngày 13 tháng 11 năm 1991, huyện Phú Châu được chia lại thành hai huyện An Phú và Tân Châu, xã Tân An thuộc huyện Tân Châu.
Ngày 12 tháng 4 năm 2005, Chính phủ ban hành Nghị định 52/2005/NĐ-CP. Theo đó, thành lập xã Tân Thạnh trên cơ sở 1.134 ha diện tích tự nhiên và 10.423 người của xã Tân An.
Sau khi điều chỉnh địa giới hành chính, xã Tân An còn lại 1.086 ha diện tích tự nhiên và 9.231 người.
Từ ngày 24 tháng 8 năm 2009, xã Tân An trực thuộc thị xã Tân Châu.
Ngày 12 tháng 6 năm 2025, Ủy ban Thường vụ Quốc hội ban hành Nghị quyết số 1654/NQ-UBTVQH15 về việc sắp xếp các đơn vị hành chính cấp xã của tỉnh An Giang. Theo đó, toàn bộ diện tích tự nhiên, quy mô dân số của xã Tân An và xã Tân Thạnh (thị xã Tân Châu), xã Long An thành xã mới có tên gọi là xã Tân An.